# Johann Apel (Humanist)
Johann Apel, auch Johann Apell, Johann Appellus, (* 1486 in Nürnberg; † 27. April 1536 ebenda) war ein deutscher Jurist und Humanist.

## Leben
Apel stammt vermutlich aus einer angesehenen Tuchmacherfamilie, die in Nürnberg das Bürgerrecht besaß. Vermutlich nahm er ein Studium an der Universität Leipzig oder der Universität Erfurt auf. 1502 immatrikuliert er sich an der Universität Wittenberg und erwirbt 1503 das Baccalaurat an der artistischen Fakultät. 1516 findet man ihn wieder in Leipzig, wo er Mosellanus’ Lehrer war. Im Februar 1520 war er wieder in Wittenberg und pflegte freundschaftliche Beziehungen zu Philipp Melanchthon. Im selben Jahr wurde er Doktor, Kanoniker und Rat des Bischofs von Würzburg.
Ergriffen von den Ereignissen der Reformation und vom Humanismus beeinflusst, heiratete er gemeinsam mit dem Kanoniker Johann Fischer heimlich. Seine Frau war eine adlige Nonne, die er aus dem Kloster St. Marx entführt hatte, und die er am 1. Juni 1523 ehelichte. Als dies bekannt wurde, durchsuchte man ihre Wohnunterkünfte und fand zahlreiche Schriften, die gegen den Kaiser und Papst gerichtet waren. Daraufhin machte man ihnen als Kanoniker den Prozess wegen Verstoß gegen den Zölibat, warf ihnen Anhänglichkeit zur lutherischen Lehre vor und inhaftierte sie auf dem Frauenberg. Nach drei Monaten Haft kamen sie im August, nach dem Entzug ihrer Pfründen und der Ausweisung aus Würzburg, wieder frei.
Er wendet sich nach Wittenberg und erhält mit Unterstützung Martin Luthers 1524 eine Professur an der Juristenfakultät der Universität. Er übernahm die lecture in Digesto veteri und versah außerdem für Justus Jonas dem Älteren die Lectura in Decreto und in Decretalibus. Im Wintersemester 1524 wird er zum Rektor der Universität gewählt und war am 13. Juni 1525 als Zeuge bei der Heirat Luthers zugegen. Er wurde auch vom Kurfürsten Friedrich dem Weisen um Rat gefragt und 1529 zum Beisitzer am kursächsischen Hofgericht in Wittenberg ernannt.
1530 bot ihm Herzog Albrecht I. von Brandenburg-Ansbach eine Stelle als Kanzler in Königsberg an. Apel folgte diesem Ruf und blieb dort bis 1534 um nach Nürnberg als Consulent und Advokat des Rates. Später wurde er auch Assessor am Stadtgericht.

## Wirken
Apel war in seiner Jugend mit Humanisten verbunden und schloss sich in seiner Wittenberger Zeit Philipp Melanchthon an. Er wendete sich daher von der mittelalterlichen Scholastischen Lehrmethode „mos italicus“ ab und bemühte sich um ein neues rechtswissenschaftliches System. Diesem Bemühen widmete er auch seine Schriften, die starken Einfluss auf die Entwicklung des Rechtsstudiums in Deutschland ausübten und eine Einteilung des Rechtssystems in ius in re (dominium) und ius ad rem (obligatio) erbrachten.

## Werke
- Defensio pro suo conjugio. 1524
- Methodica dialectices ratio ad jurisprudentiam adcommodata Wittenberg. 1527
- Isagoge per dialogum in quatuor libros Institutionum. Nürnberg 1540

Ein Verzeichnis seiner Schriften befindet sich bei J. Muther in Aus dem Universitäts- und Gelehrtenleben im Zeitalter der Reformation 1866 Seite 455-487.

## Sonstiges
Über seine Familie ist bekannt, dass drei Söhne und drei Töchter vor ihm starben. Seine Gattin überlebte ihn. Von Apel ist der Kupferstich eines unbekannten Künstlers im Kupferstichkabinett Dresden bekannt. Außerdem erwähnt H.-D. Diepenbroik, dass W. P. Kilian einen weiteren Kupferstich von ihm gefertigt haben könnte.